# Best of Season 1
Best of Season 1 ist ein Soundtrack der US-amerikanischen Band Big Time Rush zur gleichnamigen Serie. Er enthielt Songs, die im vorher erschienenen Album B.T.R. auch enthalten waren.

## Hintergründe und Erscheinung
Nachdem das erste Album von Big Time Rush erschienen ist, endete auch die Ausstrahlung der ersten Staffel der Fernsehserie Big Time Rush, wo die vier Bandmitglieder die Hauptrolle spielten. Im Laufe der ersten Staffel kamen sehr viele Songs vor, die jedoch nur als Demo präsentiert wurden. Diese wurden vor der Erscheinung des Soundtracks auch als Single veröffentlicht. Auf dem Soundtrack wurden diese nochmal in voller Länge präsentiert, jedoch waren die Songs schon auf dem ein Monat vorher erschienenen Album B.T.R. zu hören. Das begründete auch den Misserfolg des Soundtracks.
 In Deutschland erschien das Soundtrack-Album am 26. November 2010, genauso wie in den USA.

## Titelliste
| # | Titel           | Produzent       | Länge |
| - | --------------- | --------------- | ----- |
| 1 | Big Time Rush   | Matthew Gerrard | 3:15  |
| 2 | Halfway There   | Eric Sanicola   | 3:34  |
| 3 | Any Kind of Guy | Matthew Gerrard | 3:45  |
| 4 | Famous          | Desmond Child   | 3:06  |
| 5 | City Is Ours    | Eric Sanicola   | 3:16  |

## Cover
Auf dem Cover sind die vier Bandmitglieder zu sehen, wie sie vor einem Zaun stehen, der zu einem Haus führt. Der Zaun hat die Aufschrift „013“ und ähnelt sehr dem Vorgarten der Villa der Serienfigur Gustavo. Der Soundtrack hat dasselbe Cover wie die Single City Is Ours.